# 郑澥
鄭澥（?—?），字蘊山。籍貫不詳。
唐憲宗元和十一年（816年）丙申科狀元及第，作家，中书舍人李逢吉為主考官。歷任山南東道掌書記、開州刺史、金部郎中。曾是李愬的掌书记，元和十二年（即公元817年）秋，參與攻打蔡州。是年十月，郑澥至郾城（唐东都洛阳近郊），向宰相裴度报告夜襲計劃。留存著作有《凉国公平蔡录》一卷。